# Vaida, Estland
Vaida (tyska: Wait) är en småköping (estniska: alevik) i Rae kommun i landskapet Harjumaa i norra Estland. Orten ligger vid  Riksväg 2 (E263), ca 20 kilometer söderut från huvudstaden Tallinn.
I kyrkligt hänseende hör orten till Jüri församling inom den Estniska evangelisk-lutherska kyrkan.